# Eugenia Maniokova
Eugenia Maniokova (Moscou, 17 de maio de 1968) é um ex-tenista profissional russa.

## Grand Slam finais

### Duplas Mistas (1 título)
| Posição | Ano  | Campeonato    | Piso   | Parceiro         | Oponentes                 | Placar        |
| Campeã  | 1993 | Roland Garros | Saibro | Andrei Olhovskiy | Elna Reinach Danie Visser | 6–2, 4–6, 6–4 |

### Confrontos vs Tenistas da WTA
- Arantxa Sánchez Vicario 0-1